# Lycenchelys novaezealandiae
Lycenchelys novaezealandiae es una especie de pez de la familia de los Zoarcidae en el orden de los perciformes.

## Hábitat
Es un pez de mar, de clima templado y demersal.

## Distribución geográfica
Se encuentra en el Pacífico suroccidental.

## Observaciones
Es inofensivo para los humanos. 